# التحضر في الهند

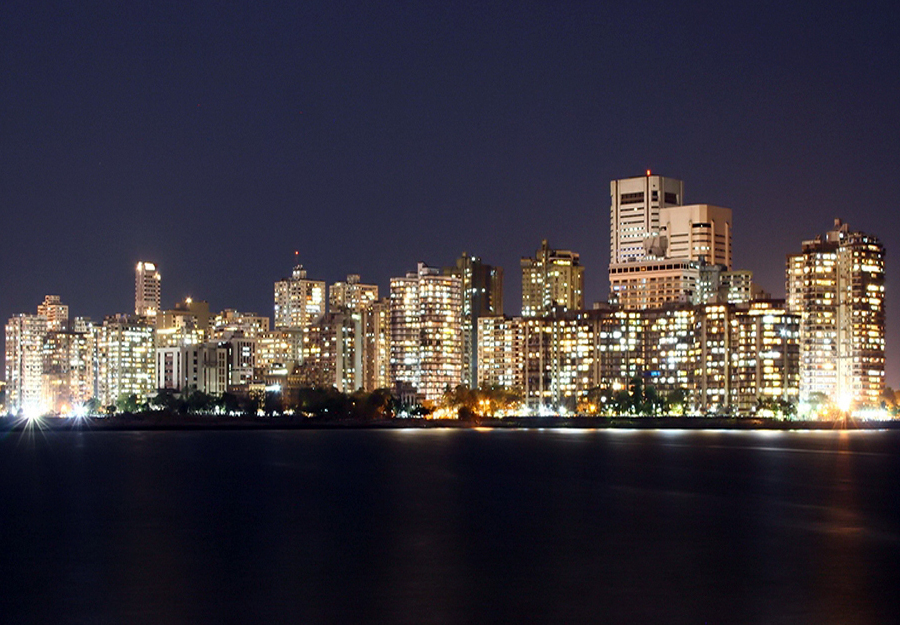

بدأ التحضر في الهند بالتسارع نتيجةً لاعتماد الدولة اقتصادًا مختلطًا، الأمر الذي مهد لتطور القطاع الخاص. يحدث التحضر في الهند بنسبة أسرع. كان عدد البشر القاطنين في المناطق الحضرية في الهند حسب التعداد السكاني لعام 1901 يساوي 11.4% من نسبة السكان. ارتفع هذا العدد إلى 28.53% في التعداد السكاني لعام 2001 وتعدى نسبة 30% وفقًا لتعداد السكان عام 2011 واصلًا إلى نسبة 31.6%. في عام 2017 ارتفع الرقم إلى 34% وفقًا للبنك الدولي. وفقًا لإحصائية وردت في تقرير الأمم المتحدة عن حالة سكان العالم، بحلول عام 2030، من المتوقع أن يقطن 40.76% من سكان البلاد في المناطق الحضرية. حسب البنك الدولي ستقود كل من الهند والصين وإندونيسيا ونيجيريا والولايات المتحدة الارتفاع السكاني الحضري في العالم بحلول عام 2050.
شهدت مومباي هجرة كبيرة من المناطق الريفية إلى المناطق الحضرية في القرن العشرين. تستوعب مومباي، في عام 2018، 22.1 مليون شخص وهي أكبر مركز حضري في البلاد وتتبعها دلهي التي يبلغ عدد سكانها 28 مليون شخص. شهدت الهند أسرع نسبة للتحضر في العالم، إذ بحسب تعداد السكان عام 2011 ارتفع عدد سكان دلهي 4.1% ومومباي 3.1% وكلكتا 2% بمقارنة هذا التعداد مع تعداد عام 2001. من المفهوم أنه عندما ينتقل الناس أو مجموعة كاملة من الأشخاص بهذا الحجم من مكان لآخر، لا سيما من المناطق الريفية (غاون الهند) إلى المناطق الحضرية (دلهي ومومباي وشانديغار)؛ فإنهم يسعون إلى مستوى معيشة أفضل (أغلبيتهم من المزارعين). وبعدها لتحقيق هذه المعايير.

## خلفية تاريخية

### الفترة الانتقالية
شهدت الهند الفقر والبطالة والتخلف الاقتصادي منذ الحكم البريطاني. ركز أول رئيس وزراء للهند جواهر لال نهرو على مجال العلم والتكنولوجيا. اعتُمد نظام الاقتصاد المختلط ما أدى إلى نمو القطاع العام في الهند وأعاق تطور الاقتصاد الهندي وأدى إلى ما يُعرف بنسبة النمو الهندي. سجلت منطقة الجنوب الآسيوي التي يغلب عليها الطابع الريفي (في عام 2010 كان 69.9% من سكانها ريفيون) نموًا سنويًا أعلى في السكان الحضريين. أظهرت الهند، الدولة الرائدة في جنوب آسيا، ارتفاعًا غير مسبوق في عدد السكان الحضريين في العقود القليلة الماضية، إذ ارتفع عدد سكانها الحضريين أربعة عشر ضعفًا ما بين عامي 1901 و2011. يُعد هذا النمو غير متكافئ ولكنه غير ميّال أو متركز في مدينة واحدة في البلاد. تتشارك الهند بمعظم الصفات المميزة للتحضر في الدول المتطورة التي تكون فيها نسبة التحضر أسرع من الدول النامية. على سبيل المثال، في عام 1971 كان هناك حوالي 150 مدينة عدد سكانها يزيد عن المئة ألف بقليل، وصل هذا الرقم الآن إلى 500 مليون، ومن المتوقع إذا استمر هذا الاتجاه بالزيادة سيعيش حوالي 800 مليون شخص في المدن الهندية بحلول عام 2050. ارتفع عدد السكان الحضريين في الهند من 25,85 مليون عام 1901 إلى 377,11 مليون عام 2011.

### الهند الحديثة
بدأت مساهمة القطاع الزراعي في الناتج المحلي الإجمالي للهند بالانخفاض وزادت النسبة المئوية لمساهمة القطاعات الثانوية. شهدت الفترة بعد عام 1941 نموًا في أربع مراكز حضرية في الهند هي مومباي ودلهي وكلكتا وتشيناي. شهد اقتصاد الدولة ارتفاعًا بسبب الثورة الصناعية وزاد اختراع تقنيات جديدة من معايير المعيشة للسكان القاطنين في المناطق الحضرية. نتج عن نمو القطاع العام تطوير المواصلات العامة والطرق وتوفير المياه والكهرباء وبالتالي البنية التحتية للمناطق الحضرية.
كانت ماهاراشترا أكثر ولاية متحضرة في الهند حتى عام 1991 وأصبحت الثانية بعد تاميل نادو عام 2001 وأصبحت الثالثة بعد احتلال كيرالا في المركز الثاني عام 2011 بالنظر إلى نسبة السكان الحضريين الكلي. ومع ذلك، تفوق عدد سكان ماهاراشترا البالغ 41 مليونًا على عدد سكان تاميل نادو البالغ 27 مليون بحسب التعداد السكاني لعام 2001. يُعد التوزيع المكاني للمدن الكبيرة في الهند غير متكافئ، فمن بين أكثر مئة مدينة اكتظاظًا بالسكان في البلاد، تقتصر أكثر من خمسين مدينة على خمس ولايات فقط، وهي ولاية أوتار براديش وماهاراشترا وتاميل نادو وكيرالا وأندرا براديش.
تتركز المدن الكبيرة، بخلاف عواصم الولايات والمركز الصناعي الرئيسي، في منطقة العاصمة الوطنية في الجزء الغربي والجنوبي من الهند.

## أسباب التحضر في الهند
إن الأسباب الأساسية للتحضر في الهند:
- التوسيع في خدمات الحكومة وذلك نتيجة للحرب العالمية الثانية.
- هجرة البشر خلال تقسيم الهند.[12][13]
- الثورة الصناعية.
- الخطة الخمسية الحادية عشر التي تهدف إلى التحضر من أجل التنمية الاقتصادية في الهند.[14]
- الفرص الاقتصادية هي أحد أسباب انتقال الأشخاص إلى المدن.
- مرافق البنية التحتية في المناطق الحضرية.[15]
- نمو القطاع الخاص بعد عام 1990.[16]

- يجذب نمو التوظيف في المدن الأشخاص من المناطق الريفية بالإضافة إلى المدن الصغيرة إلى المدن الكبرى. وفقًا لمعهد ماكينزي سينمو عدد سكان الهند الحضريين من 340 مليون عام 2008 إلى 590 مليون عام 2030.
- وبالتالي، فإن الدافع وراء الانتقال هو الإكراهات الاقتصادية إذ ينتقل الأشخاص للتحسن الاقتصادي إلى المناطق التي توفر فرص عمل أفضل.
- الدافع أيضًا وراء الانتقال هو تهشيم الأراضي، إذ تُمحى قرى كاملة بسبب تشييد الطرق والطرق السريعة وبناء السدود والأنشطة الأخرى.
- الزراعة هي المصدر الأساسي للمعيشة لكنها لم تعد مربحة: يرتكز الاقتصاد الريفي الهندي بشكل أساسي على الزراعة. إن نسبة القطاع الزراعي الهندي في الناتج المحلي الإجمالي للهند هو 18% ويُقدر أنه يوفر عمالة لخمسين بالمئة من القوى العاملة في البلاد لكن الواقع الحقيقي يختلف عن ذلك. يهجر العديد من المزارعين في ولايات مختلفة من الهند الزراعة، بشكل أساسي بسبب الكلفة العالية والناتج الشحيح من الزراعة. وأيضًا بسبب استخدام البذور المخصبة والكيميائية والهجينة تنخفض خصوبة الأراضي. يدفع هذا المزارعين إلى الانتحار. في عام 2014، أورد المكتب الوطني لسجلات الجرائم في الهند أن 5650 مزارعًا أقدموا على الانتحار. بحسب الأرقام المقدمة من الحكومة المركزية عام 2015 كان هناك 12602 حالة انتحار بين المزارعين. تضمن هذا 8007 مزارع و4595 عامل زراعي. تتراوح نسبة الانتحار بين المزارعين في الهند بين 1,4 و1.8 لكل مئة ألف نسمة من السكان، خلال فترة عشر سنوات حتى عام 2005. لهذا، يهاجر البشر (بما في ذلك المزارعين) إلى المدن الكبيرة.[17]

## عواقب التحضر في الهند
يؤدي الارتفاع السريع للسكان الحضريين في الهند إلى عدة مشاكل مثل ارتفاع نسبة الأحياء الفقيرة وانخفاض مستوى العيشة في المناطق الحضرية ويؤدي أيضًا إلى ضرر بيئي.
تسببت الثورة الصناعية في القرن الثامن عشر في أن تصبح دولًا مثل الولايات المتحدة والمملكة المتحدة قوى عظمى، لكن الظروف في أماكن أخرى ازدادت سوءًا. يبلغ معدل النمو الحضري في الهند 2.07 %؛ ويبدو غير نافع بالمقارنة مع رواندا التي يبلغ معدل النمو فيها 7.6 %. يبلغ عدد السكان القاطنين في المناطق الحضرية حوالي 300 مليون شخص. أدى ذلك إلى زيادة كبيرة في قضايا الإسكان؛ في المدن المكتظة، يضطر الكثير من الناس للعيش في ظروف غير آمنة، مثل المباني غير القانونية. تفتقر خطوط المياه والطرق والكهرباء إلى الجودة، ما يؤدي إلى انخفاض مستويات المعيشة. تساهم هذه الزيادة السكانية في الأشياء التي تزيد من التلوث.
يؤدي التحضر أيضًا إلى تباين في السوق، نظرًا للطلب الكبير من عدد السكان المتزايد والقطاع الأساسي الذي يكافح للتغلب عليه.
قال ألان شيراري في الخامس عشر من أغسطس عام 2015: «أصبح التحضر كارثةً في مدينة مومباي في الهند».